# Yōkan

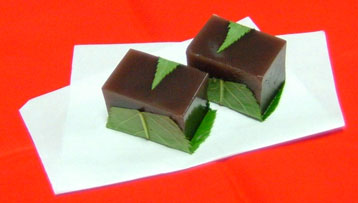
Yōkan

Yōkan (jap. 羊羹 auch ようかん) ist eine Süßspeise (Wagashi) der japanischen Küche. Sie entstand während der Edo-Periode, als Zucker allgemeine Verbreitung in Japan fand. Sie wird auch als Geschenk verwendet.
Yōkan wird aus Agar-Agar (im japanischen Kanten genannt), Zucker und gemahlenen Adzukibohnen hergestellt.
Die Komponenten werden mit Wasser vermischt, dann erhitzt und in eine Form gegossen, wo die Masse dann beim Erkalten erstarrt. Meist werden daraus rechteckige Blöcke geschnitten. Die Speise ist etwa eine Woche lang haltbar.
Yōkan gibt es in verschiedenen Variationen. Beliebt ist vor allem in der Kirschblütenzeit Sakuraan-Yōkan. Dieses wird nicht aus Anko hergestellt, sondern aus einer Paste aus weißen Bohnen, die zusammen mit eingelegten Kirschblättern und roter Färbung Sakuraan ergibt, welches vielseitig in der Kirschblütenzeit verwendet wird.
Des Weiteren gibt es Yōkan, das aus Süßkartoffeln hergestellt wird.